# Binao
 (septembre 2024).
Binao, née en 1867 et décédée le 26 novembre 1923 à Andoany, est une reine du peuple Sakalava de Madagascar entre 1881 et 1927. 

## Biographie
Fille ainée de Bebaka et de Safy Mozongo, Binao est la petite-fille du roi Andriantsoly du royaume d'Iboina. Elle succède à sa mère en 1881 à la tête du groupe Bemihisatra des Sakalava. Elle contrôle un territoire relativement petit sur la côte nord-ouest de Madagascar, composé de l'île de Nosy Be et d'une partie de la côte continentale en face. Au cours des premières années de son règne, elle est confrontée aux ambitions du royaume Merina.
Binao s'est alliée avec la France lorsqu'elle est intervenue dans la politique malgache lors de la première des guerres Franco-Hova entre 1883 et 1885. La guerre s'est terminée avec la France prenant le contrôle de la politique étrangère de Madagascar, et ainsi reconnaît les Merina comme la puissance indigène dominante de l'île, un tournant majeur pour l'île, mais une déception considérable pour Binao.
De1894 à 1895, la France poursuivit sa deuxième expédition à Madagascar contre les Merina, qui se termina par la prise du contrôle total de l'île par les Français et l'établissement du protectorat malgache. Le monarque Merina, Ranavalona III, est exilé dans les colonies françaises de la Réunion et plus tard l'Algérie. Binao a soutenu l'intervention française et s'est opposé à la rébellion de Menalamba contre les Français deux ans plus tard. Elle est soutenue et confirmée par les Français comme dirigeante ou gouverneur principal de Nosy Be, qui est devenue un protectorat interne au sein d'une Madagascar colonial sous une politique française des races (une forme de diviser pour régner).
Les relations avec les Français se sont considérablement détériorées en 1918 lorsqu'un différend a éclaté sur la légitimité de la corvée de travail selon la pratique traditionnelle du fanompoana, dans laquelle les sujets Sakalava rendent hommage à leurs ancêtres décédés et confirment leur loyauté envers le monarque. Binao a dû obtenir l'autorisation française pour travailler sur les tombeaux royaux, mais elle a cherché à y échapper en envoyant une demande qui est programmée pour parvenir aux autorités coloniales après le début des travaux. Le plan a échoué et cela a entraîné des représailles contre les sujets qui ont participé à la fanompoana, et contre Binao elle-même, qui est expulsée de son doany (palais royal). Elle est obligée de transmettre tous ses  pouvoirs à son demi-frère Amada. Elle est forcée de vivre dans la ville de Hell-Ville (rebaptisée officiellement Andoany, mais ce nom est peu utilisé), ce qui inflige un coup humiliant à la monarchie. Amada lui succède comme roi à sa mort et régna jusqu'en 1963.

## Les références
1. ↑  « Worldwide Guide to Women in Leadership – Substates of Madagascar/Madagasikare » (consulté le 31 octobre 2016)